# Harasjärvi
Harasjärvi är en sjö i Finland. Den ligger i kommunen Tavastehus i landskapet Egentliga Tavastland, i den södra delen av landet, 90 km norr om huvudstaden Helsingfors. Harasjärvi ligger 134 meter över havet. Arean är 40,6 hektar och strandlinjen är 4,11 kilometer lång. Sjön  ingår i Kumo älvs huvudavrinningsområde.   I omgivningarna runt Harasjärvi växer i huvudsak blandskog.